# Paradelphomyia laterostriata
Paradelphomyia laterostriata là một loài ruồi trong họ Limoniidae. Chúng phân bố ở miền Cổ bắc.